# Pachyhexanchus
Pachyhexanchus pockrandti
Genre
Espèce
Synonymes
- † Eonotidanus
- † Notidanoides

Pachyhexanchus est un genre fossile de requins appartenant à la famille également éteinte des Crassonotidae. Une seule espèce est connue, Pachyhexanchus pockrandti (Ward & Thies, 1987). 

## Présentation
Elle a vécu au Crétacé inférieur dans ce qui est aujourd'hui l'Europe de l'Ouest (France).